# Reinhild Möller
Reinhild Möller (24 februari 1956, Schwalm-Eder-Kreis, West-Duitsland) is een Duitse voormalige Alpine skiester.
Zij heeft negentien medailles gewonnen in het Alpineskiën op de Paralympische Winterspelen (1980-1998, 2006), alsmede vier medailles in Atletiek op de Paralympische Zomerspelen (1984, 1988). In de periode vóór 1990 kwam zij uit voor West-Duitsland, na de eenwording voor Duitsland.
Möller verloor haar linker onderbeen tijdens een ongeval op een boerderij toen zij drie jaar oud was. Sinds ongeveer 1990 woont zij in de Verenigde Staten. Möller was de eerste paralympische atleet die een sponsorcontract ter waarde van 1 miljoen dollar tekende.
Möller is gehuwd met de Amerikaanse paralympische skiër Reed Robinson en heeft een mastergraad in sportwetenschappen en aangepaste lichamelijke opvoeding behaald aan de Universiteit van Heidelberg. Zij is een gecertificeerd instructeur in Nordic walking.

## Overzicht Paralympische medailles
Zomerspelen
| Evenement     | Sport    | Resultaat | Onderdeel                  |
| ------------- | -------- | --------- | -------------------------- |
| New York 1984 | Atletiek | Goud      | 100 meter A4, 400 meter A4 |
| Seoel 1988    | Atletiek | Goud      | 200 meter A4A9,            |
| Seoel 1988    | Atletiek | Zilver    | 100 meter A4A9             |

Winterspelen
| Evenement               | Sport       | Resultaat | Onderdeel                                                             |
| ----------------------- | ----------- | --------- | --------------------------------------------------------------------- |
| Geilo 1980              | Alpineskiën | Brons     | Slalom 2A                                                             |
| Innsbruck 1984          | Alpineskiën | Goud      | Alpine-combinatie LW4; Afdaling LW4; Reuzenslalom LW4                 |
| Innsbruck 1984          | Alpineskiën | Zilver    | Slalom LW4                                                            |
| Innsbruck 1988          | Alpineskiën | Goud      | Afdaling LW4; Reuzenslalom LW4; Slalom LW4                            |
| Tignes-Albertville 1992 | Alpineskiën | Goud      | Afdaling LW4; Reuzenslalom LW4; Slalom LW4; Super G LW4               |
| Lillehammer 1994        | Alpineskiën | Goud      | Afdaling LW3/4; Reuzenslalom LW3/4; Reuzenslalom LW3/4; Super G LW3/4 |
| Nagano 1998             | Alpineskiën | Goud      | Slalom LW3,4,5/7,6/8; Super G LW3,4,5/7,6/8                           |
| Turijn 2006             | Alpineskiën | Zilver    | Afdaling LW4                                                          |